# Gianni Ambrosio
Gianni Ambrosio (ur. 23 grudnia 1943 w Santhià) – włoski duchowny katolicki, biskup Piacenzy-Bobbio w latach 2008–2020.

## Życiorys
Święcenia kapłańskie otrzymał 7 lipca 1968 i został inkardynowany do archidiecezji Vercelli. Przez wiele lat pracował jako duszpasterz parafialny, jednocześnie będąc wykładowcą na Papieskim Wydziale Teologicznym Północnych Włoch w Mediolanie. W 2001 mianowany asystentem generalnym mediolańskiego Katolickiego Uniwersytetu Najśw. Serca.
22 grudnia 2007 papież Benedykt XVI mianował go ordynariuszem diecezji Piacenza-Bobbio. Sakry biskupiej udzielił mu 16 lutego 2008 sekretarz stanu kard. Tarcisio Bertone.
23 marca 2012 wybrany wiceprzewodniczącym COMECE, pełnił tę funkcję do 8 marca 2018.
16 lipca 2020 przeszedł na emeryturę.